# Anergie (Immunologie)
Als Anergie wird in der Immunologie die fehlende Reaktion auf ein Antigen durch Abschalten der Immunantwort bezeichnet. Anergie ist eine permanente Eigenschaft.

## T-Zell-Anergie
Die T-Zell-Anergie ist einer der Mechanismen, mit dem das Immunsystem verhindert, dass T-Zellen körpereigene Gewebe angreifen. Eine anerge T-Zelle wird unter normalen Bedingungen nicht wieder reaktiviert. In einigen Systemen jedoch kann durch Interleukin-2 eine anerge Zelle wieder aktiviert werden.
Während der Reifung von T-Zellen im Thymus entstehen normalerweise viele sogenannte autoreaktive Zellen. Das sind Zellen, die körpereigene Antigene nicht als solche erkennen und deswegen körpereigene Gewebe angreifen würden. Die meisten dieser Zellen werden noch im Thymus abgetötet, einige wenige autoreaktive T-Zellen gelangen jedoch in die Körperperipherie. Erkennt eine T-Zelle, gleichgültig ob autoreaktiv oder nicht, nun in der Peripherie ein Antigen, so ist ihre Aktivierung auch von der Anwesenheit von co-stimulatorischen Molekülen, wie B7-1 oder B7-2, abhängig. Empfängt die T-Zelle bei Erkennung eines Antigens keine co-stimulatorischen Signale, so wechselt sie in den permanenten Zustand der Anergie.

## B-Zell-Anergie
Die normale Entwicklung von B-Lymphozyten führt auch zu solchen, welche Autoantikörper exprimieren. Um Autoimmunreaktionen zu verhindern, werden diese B-Zellen per Apoptose oder durch Generieren von Antigenrezeptoren mit neuer Spezifität durch Rezeptorbearbeitung oder mittels Anergie abgeschaltet.
Erreger, die es schaffen, die Immunantwort gegen sich abzuschwächen, können dadurch B-Zell-Anergie erzeugen. Das Immunsystem kann so selektiv abgeschaltet werden, und die Erreger werden nicht mehr angegriffen.